# Luc Leblanc
Luc Leblanc (Limoges, 4 de agosto de 1966) é um ex-ciclista francês, profissional desde 1987 até 1998.
Um dos melhores ciclistas franceses da década dos 90. Notável escalador e bom rodador.
Depois de abandonar o ciclismo profissional, Leblanc dedicou-se à rádio, como comentarista desportivo.

## Biografia
Leblanc estreiou como profissional em 1987 na equipa de Toshiba ver-La Vie Claire. No seu primeiro ano ganhou o Prêmio de Mirebeau e concluiu oitavo na Dauphiné Libéré. Ao ano seguinte, foi quarto na Dauphiné e sexto na Paris-Nice. Em 1990 foi terceiro na Paris-Nice com sua nova equipa o Castorama. Em 1991 ganhou uma etapa na Midi Livre e terminou a volta quarto. No mesmo ano também correu o seu primeiro Tour de France e de imediato foi quinto.
Em 1992, Leblanc foi campeão nacional francês, ganhou a Midi Livre e foi segundo na Dauphiné Libéré. 1993 foi uma temporada mais bem débil, mas em 1994 com a sua nova equipa Festina-Lotus teve os seus mais enérgicos ano. Na primavera terminou a Volta a Espanha sexto e ganhou a classificação da montanha. Depois ganhou uma etapa do Tour de France e foi quarto na geral.  Depois celebrou o seu maior sucesso até à data: ganhou a carreira individual nos Campeonatos do Mundo em Agrigento. Na seguinte temporada correu para a equipa Le Groupement. A equipa sofreu importantes problemas financeiros, e não recebeu da Direcção do Tour de France o convite para a carreira. Isso deu lugar a que Leblanc como o titular campeão do mundo mal pudesse participar nas carreiras. Coisa que não tem ocorrido muito com frequência.
No mesmo ano transladou-se à equipa Polti. Em 1996 disputou o seu sexto Tour de France e ganhou uma etapa. Em 1998 terminou a sua carreira após ter tido que abandonar numa etapa do Tour. Anteriormente, Leblanc ainda realizou um ataque no Col du Galibier o que fez que o líder Jan Ullrich se encontrasse em perigo.

## Palmarés
| - 1986 - Tour de Corrèze - 1987 - 2.º no Campeonato da França em Estrada - 1988 - Grande Prêmio de Plouay - 1990 - Tour de Haut-Var - G.P. de Wallonie - 1991 - 1 etapa do Midi Livre - 1992 - Campeonato da França em Estrada - Midi Livre, mais 2 etapas - 1 etapa da Dauphiné Libéré | - 1994 - Campeonato do Mundo em Estrada - 1 etapa do Tour de France - Classificação da montanha da Volta a Espanha - 1 etapa da Euskal Bizikleta - 1996 - 1 etapa do Tour de France - 1 etapa da Dauphiné Libéré - 1997 - Giro do Trentino - 1998 - 2.º no Campeonato da França em Estrada |

## Resultados em Grandes Voltas e Campeonato do Mundo
| Carreira           | 1987 | 1988 | 1989 | 1990 | 1991 | 1992 | 1993 | 1994 | 1995 | 1996 | 1997 | 1998 |
| ------------------ | ---- | ---- | ---- | ---- | ---- | ---- | ---- | ---- | ---- | ---- | ---- | ---- |
| Giro d'Italia      | -    | -    | -    | -    | -    | -    | Ab.  | -    | -    | -    | Ab.  | 34.º |
| Tour de France     | -    | -    | -    | 73.º | 5.º  | Ab.  | -    | 4.º  | -    | 6.º  | Ab.  | Ab.  |
| Volta a Espanha    | -    | -    | -    | -    | -    | -    | -    | 6.º  | -    | -    | -    | -    |
| Mundial em Estrada | -    | -    | -    | -    | -    | -    | -    | 1.º  | -    | -    | -    | -    |

-: não participa

Ab.: abandono

## Reconhecimentos
- Bicicleta de Ouro Francesa (1994)
  - 2.º na Bicicleta de Ouro Francesa (1992)